# Quand Hitler s'empara du lapin rose
Pour plus de détails, voir Fiche technique et Distribution.
Quand Hitler s'empara du lapin rose (Als Hitler das rosa Kaninchen stahl) est un film allemand réalisé par Caroline Link, sorti en 2019.

## Synopsis
Une famille juive-allemande fuit le nazisme en passant par Zurich, Paris puis Londres.

## Fiche technique
- Titre original : Als Hitler das rosa Kaninchen stahl
- Titre français : Quand Hitler s'empara du lapin rose[1]
- Réalisation : Caroline Link
- Scénario : Anna Brüggemann et Caroline Link d'après le roman Quand Hitler s'empara du lapin rose de Judith Kerr
- Musique : Volker Bertelmann
- Photographie : Bella Halben
- Montage : Patricia Rommel
- Production : Jochen Laube et Fabian Maubach
- Société de production : Sommerhaus Filmproduktion, Warner Bros. Film Productions Germany, La Siala Entertainment, Hugofilm Features et Mia Film
- Pays de production :  Allemagne et  Suisse
- Genre : Historique
- Durée : 119 minutes
- Date de sortie : 
  - Allemagne : 25 décembre 2019

## Distribution
- Riva Krymalowski : Anna Kemper
- Marinus Hohmann : Max Kemper
- Carla Juri : Dorothea Kemper
- Oliver Masucci : Arthur Kemper
- Justus von Dohnányi : oncle Julius
- Ursula Werner : Heimpi
- Rahel Hubacher : la mère Zwirn
- Peter Bantli : le père Zwirn
- Hannah Kampichler : Vreneli Zwirn
- Meisser Noah : Franz Zwirn
- Held Alina : Trudi Zwirn
- Risch Flurin Alexander : Reto
- Knight Emma : Rösli
- Anne Bennent : Madame Prune
- Luisa-Céline Gaffron : Grete Hader
- Marie Goyette : mademoiselle Socrate
- Chammas Viktoria : Colette
- Palumbo Julia Laura : Madelaine
- André Szymanski : Robert Stein
- Anne Schäfer : Rebecca Stein
- Schomerus Luca Alene : Hannah Stein
- Rafael Koussouris : Gustav Stein
- Benjamin Sadler : Heinz Rosenfeld

## Box-office
Le film a enregistré 989 621 d'entrées au box-office allemand.